# Paulskirchenverfassung

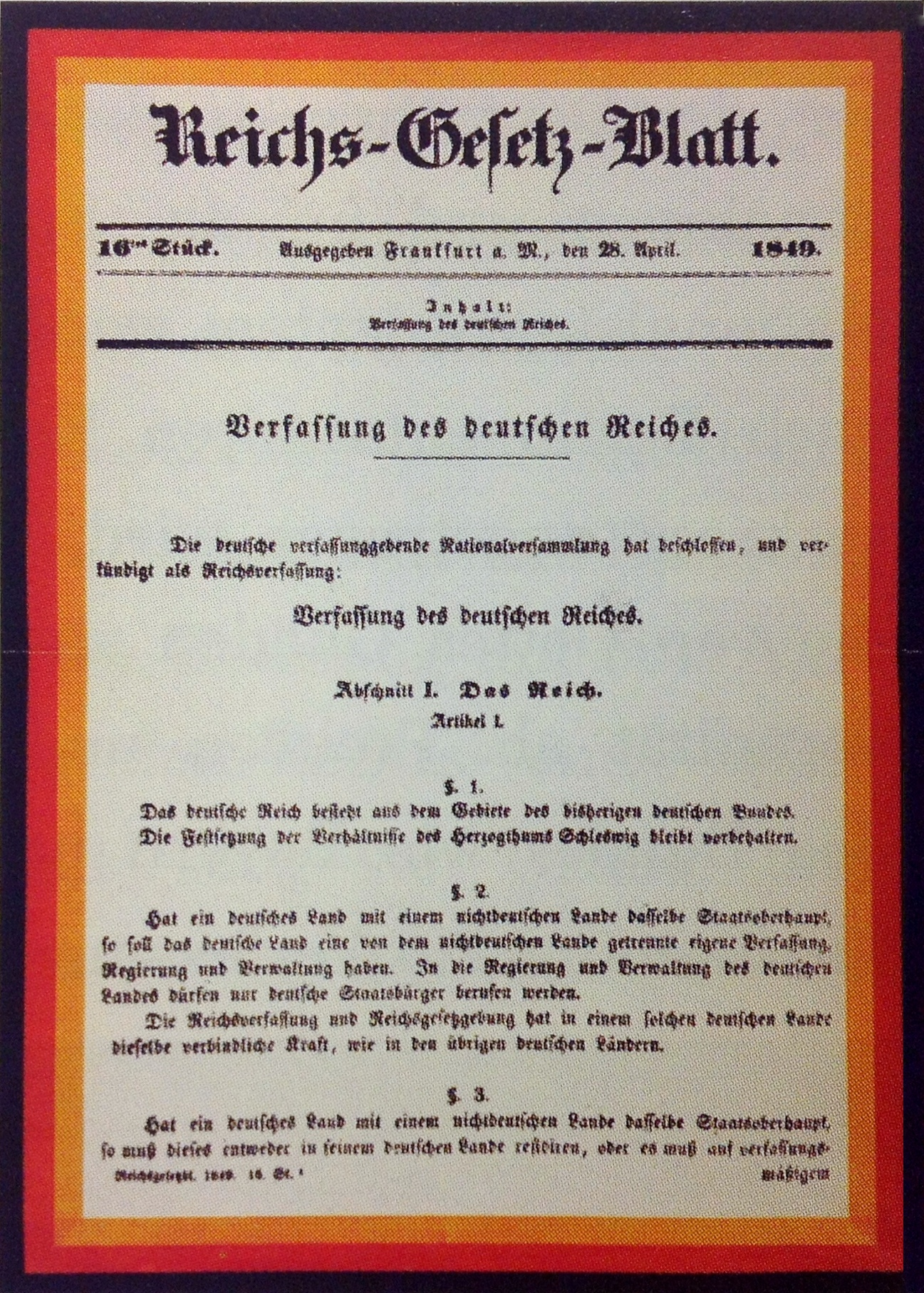
Reichsgesetzblatt mit der Reichsverfassung

Die Verfassung des deutschen Reiches vom 28. März 1849, auch Frankfurter Reichsverfassung (FRV) oder Paulskirchenverfassung genannt, war die Verfassung für einen deutschen Bundesstaat. Erarbeitet wurde sie von der Frankfurter Nationalversammlung in der Zeit der Revolution von 1848/1849 für das entstehende Deutsche Reich, die sich zur Volkssouveränität bekannte und bereits eine vorläufige Zentralgewalt für Deutschland geschaffen hatte. Nach Ansicht der Nationalversammlung trat die am 27. März verabschiedete Verfassung mit der Verkündung in Kraft. 28 deutsche Regierungen folgten in der Note der Achtundzwanzig dieser Auffassung.
Allerdings erkannten die größten deutschen Staaten die Paulskirchenverfassung nicht an. Stattdessen bekämpften sie die Verfassung und die Nationalversammlung aktiv. Ihrer Meinung nach musste eine deutsche Verfassung mit ihnen vereinbart werden (Verfassungsvereinbarung). Außerdem fanden viele konservative Regierungen die Frankfurter Reichsverfassung zu liberal. Im Hintergrund spielte auch der Machtkampf zwischen Preußen und Österreich mit: Gerade die süddeutschen Königreiche bevorzugten einen Staatenbund unter Einschluss von Österreich.
Die Reichsverfassung sah ein politisches System im Sinne der konstitutionellen Monarchie vor: Ein erblicher Kaiser, der selbst „unverletzlich“ war, ernannte verantwortliche Reichsminister. Außerdem konnte der Kaiser Gesetze aufschieben. Das hauptsächliche Gesetzgebungsorgan, der Reichstag, hatte zwei Kammern. Davon sollte das Volkshaus nach allgemeinem Wahlrecht gewählt werden (Frankfurter Reichswahlgesetz), die Mitglieder des Staatenhauses sollten zur Hälfte von den Landesregierungen und zur Hälfte von den Landesparlamenten eingesetzt werden. Die Grundrechte des deutschen Volkes waren von den Bürgern vor einem Reichsgericht einklagbar.
Die FRV war die erste gesamtdeutsche und demokratische Verfassung Deutschlands. Die Erfurter Unionsverfassung von 1849/50 stellte weitgehend eine Kopie dar, die allerdings konservativer und föderalistischer war. Damit sollte sie für die Mittelstaaten annehmbarer werden. Auch diese Verfassung wurde schließlich von den großen Staaten nicht angenommen. In den darauffolgenden Jahren und Jahrzehnten inspirierte die FRV Politiker und hatte Einfluss auf Landesverfassungen und gesamtdeutsche Verfassungen (siehe Rezeption der Frankfurter Reichsverfassung). Das gilt vor allem für den Grundrechtskatalog der FRV.

## Bezeichnung, Originaldokument und Hintergrund
Die Nationalversammlung betitelte das entsprechende Dokument als Verfassung des Deutschen Reiches und verwendete darin und ansonsten den Ausdruck „Reichsverfassung“. Das juristische Schrifttum und die Geschichtswissenschaft schreiben unter anderem „Reichsverfassung von 1849“ oder „Frankfurter Reichsverfassung“ mit der oft verwendeten Abkürzung FRV. Da die Nationalversammlung ihre Sitzungen überwiegend in der Frankfurter Paulskirche abhielt, hat sich auch die (nicht zeitgenössische) Bezeichnung „Paulskirchenverfassung“ oder „Verfassung der Paulskirche“ eingebürgert.
Das Originaldokument der Verfassung war nach dem Zweiten Weltkrieg verschollen, bis es im Jahr 1951 durch den damals 17-jährigen Klaus Trieglaff auf einem Schutthaufen in Potsdam am Ufer des Jungfernsees gefunden wurde. Trieglaff brachte es 1953 in das Berliner Museum Deutsche Geschichte. Heute ist es im Deutschen Historischen Museum archiviert und wurde 2023 in einer Ausstellung zum 175-jährigen Jubiläum des ersten gesamtdeutschen Parlaments in der Abgeordnetenlobby des Reichstagsgebäudes gezeigt.
Deutschland war nach der Herrschaft Napoleons 1815 als Deutscher Bund neuorganisiert worden. Es handelte sich um einen Staatenbund, der für Sicherheit nach außen und innen sorgen sollte. Der Bundeszweck war damit sehr eingeschränkt; es war beispielsweise nicht die Aufgabe des Bundes, die Rechtsverhältnisse zu vereinheitlichen oder einen gemeinsamen Wirtschaftsraum zu schaffen. Grundlage für das Bundesrecht waren vor allem die Bundesakte von 1815 und die Wiener Schlussakte von 1820. Zusammen bildeten sie die eigentliche Bundesverfassung. Für wesentliche Veränderungen des Bundes war Einstimmigkeit vonnöten.
Das wichtigste Bundesorgan, der Bundestag, war ein Gesandtenkongress der Einzelstaaten, es gab also keine Regierung, kein Parlament und kein Gericht und damit keine Gewaltenteilung. Der Bund entwickelte sich auch nicht in diese Richtung, denn die größten Mitglieder (vor allem Österreich, Preußen und Bayern) hatten kein Interesse an einer Bundesreform. Für sie diente der Bund in erster Linie zur Unterdrückung nationaler, liberaler und demokratischer Bestrebungen.

## Zustandekommen

### Frühe Entwürfe 1847/1848

Deutscher Bund 1815–1848 und wieder 1851–1866

Vom alten Bundestag zur Wahl der Nationalversammlung, März bis Mai 1848

In den Jahrzehnten nach 1815 dachte selbst die Opposition weniger an eine Weiter- oder Umbildung des Deutschen Bundes, sondern eher an die richtige Anwendung der Bundesakte. Dies änderte sich erst Ende 1847 beispielsweise durch die oppositionellen Versammlungen von Offenburg (12. September) und Heppenheim (10. Oktober). Ihre Kernforderungen finden sich in einem berühmten Antrag wieder, den Friedrich Daniel Bassermann in der badischen Zweiten Kammer am 5./12. Februar 1848 stellte. Demzufolge sollte die Bundesverfassung reformiert werden, so dass neben dem Bundestag eine nationale Vertretung der Ständekammern der Einzelstaaten zustande käme. Heinrich von Gagern präsentierte am 28. Februar in der großherzoglich-hessischen Zweiten Kammer einen Plan für ein vorläufiges Bundesoberhaupt, eine Nationalregierung und ein gewähltes Nationalparlament.
Im Februar und März kam es zu zwei parallelen Bestrebungen, die Bundesverfassung zu erneuern oder zu ersetzen:
- Der beunruhigte Bundestag traf mehrere Reformbeschlüsse und setzte einen Siebzehnerausschuss ein. Dieser stellte im April mit dem Siebzehnerentwurf einen relativ ausführlichen Verfassungsentwurf vor. Es gelang aber nicht, eine Bundesregierung und eventuell andere neue Organe einzurichten.
- Am 5. März 1848 trafen sich Liberale und Demokraten in der Heidelberger Versammlung der 51. Sie wählten sieben Teilnehmer, den Siebenerausschuss, welcher ein sogenanntes Vorparlament in Frankfurt vorbereiten sollten. Das Vorparlament setzte wiederum einen Fünfzigerausschuss ein, der den Bundestag kritisch begleiten sollte, bis eine Nationalversammlung gewählt war. Diese Gremien und Versammlungen waren an sich private Initiativen, aber doch von großer öffentlicher Bedeutung.

Der Siebzehner-Entwurf sah ein Parlament mit Volksvertretung und Staatenvertretung vor und erstmals einen erblichen Kaiser. Die zeitgenössischen Politiker lehnten den Entwurf scharf ab, weil er ihren eigenen Interessen nicht genug entsprach, von Verfassungshistorikern erhielt er hingegen Lob, weil er knapp und genau war und klare Entscheidungen in wesentlichen Fragen traf. Ein Problem war, dass bei der Wahl einer einzigen Person als Reichsoberhaupt sogleich die Frage aufkam, wer dieser Kaiser sein sollte.
Uneinigkeit zwischen Liberalen und Demokraten (Vorparlament), aber auch Widerstände der Einzelstaaten führten dazu, dass in dieser Periode die Bundesverfassung im Wesentlichen bestehen blieb. Umso mehr richteten sich die Hoffnungen auf die bald zu wählende Nationalversammlung.

### Vorparlament März/April 1848

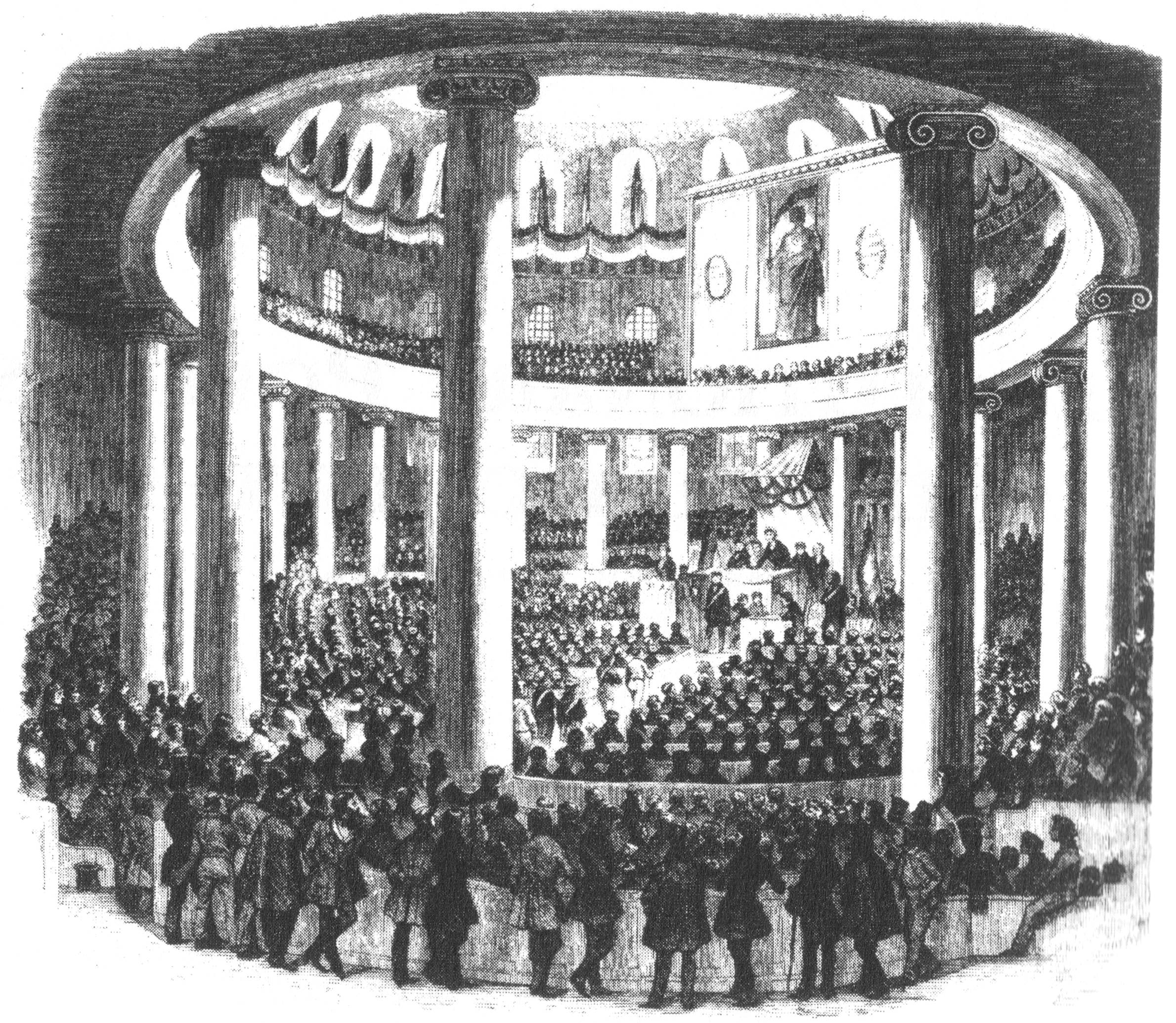
Vorparlament in der Paulskirche in Frankfurt, wo später auch die Nationalversammlung tagte

Zwischen dem 31. März und dem 3. April tagte das Vorparlament viermal im Plenum. Es sorgte dafür, dass der Bundestag die preußischen Ostprovinzen (Preußen und Teile Posens) in das Bundesgebiet aufnahm, weigerte sich aber mehrheitlich, sich für permanent zu erklären und damit bereits zur Nationalvertretung zu werden. Außerdem erweiterte das Vorparlament die Freiheitsforderungen Welckers und verhalf dem Begriff „Grundrechte“ zu einer gewissen Allgemeingültigkeit. Von Bedeutung war das Vorparlament auch, weil sich hier bereits Politiker nach politischen Richtungen vorsortierten.
Vor allem veranlasste das Vorparlament zwei Bundestagsbeschlüsse zur Wahl einer Nationalversammlung durch das deutsche Volk. Nach diesem Bundeswahlgesetz sollten die Einzelstaaten Abgeordnete zu einer verfassungsgebenden Nationalversammlung wählen lassen, die eine Verfassung für ganz Deutschland entwerfen sollte. Der Entwurf würde dann mit den Einzelstaaten vereinbart werden. Diese Frankfurter Nationalversammlung trat schließlich am 18. Mai 1848 zusammen.

### Verfassungsberatungen in der Nationalversammlung

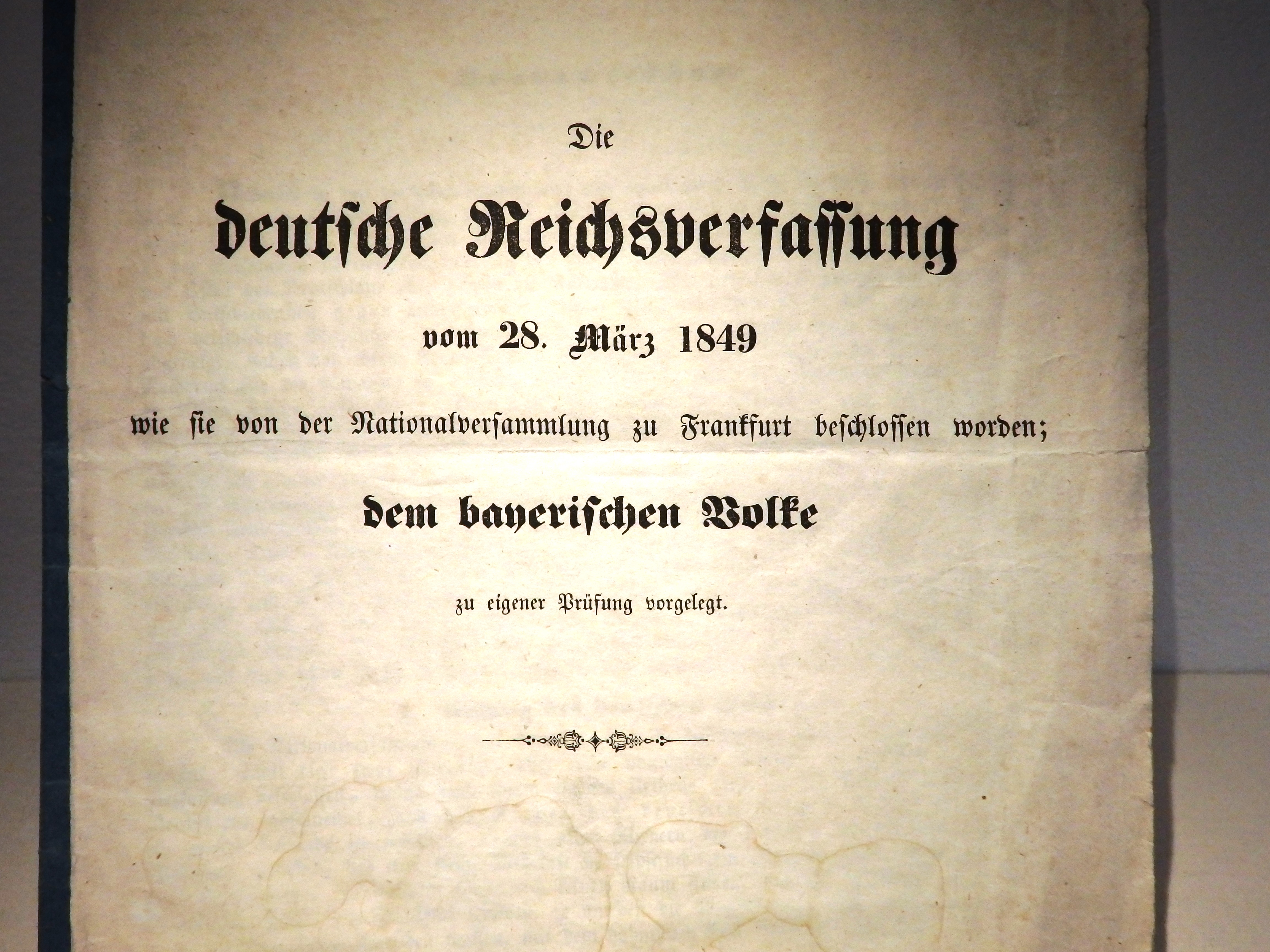
Bayerische Veröffentlichung eines Reichsverfassungsentwurfs, Stadtmuseum Speyer

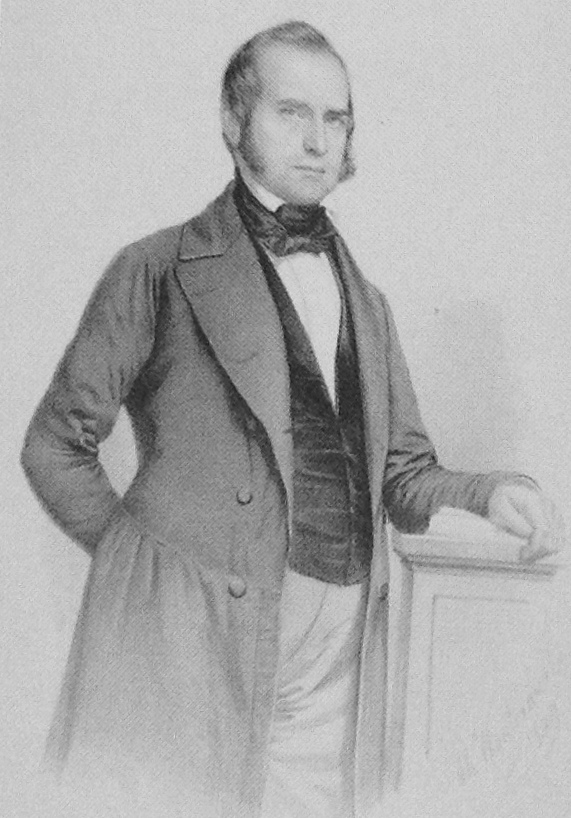
Georg Beseler war ein prominentes Mitglied des Verfassungsausschusses

Die Nationalversammlung trat erstmals am 18. Mai 1848 zusammen und bildete bereits am 24. Mai den wichtigen Verfassungsausschuss mit dreißig Mitgliedern. Darunter waren einige der führenden Köpfe der Nationalversammlung und der vorherigen Verfassungsentwürfe, wie Bassermann, Dahlmann und Welcker. Neunzig Prozent konnten entsprechende wissenschaftliche Veröffentlichungen oder sonstige relevante Erfahrungen vorweisen. Dabei waren allerdings die Südwestdeutschen und die Liberalen überrepräsentiert, der Ausschuss gab also nur ungenau die Auffassungen der gesamten Nationalversammlung wieder.
Der Ausschuss entschied sich dafür, zunächst die Grundrechte des deutschen Volkes zu behandeln. Später wurde ihm vorgeworfen, dadurch die Verabschiedung der gesamten Verfassung verzögert zu haben. Das sei ein Hauptgrund für das Scheitern der Revolution gewesen. Doch die Abgeordneten hielten die Grundrechte für ungemein wichtig, um Deutschland bereits eine einheitliche Rechtsgrundlage zu geben und die Einzelstaaten daran zu binden. Der zukunftsweisende Grundrechtskatalog wurde bereits am 27. Dezember 1848 als Reichsgesetz verabschiedet und dann in die Verfassung aufgenommen.
Im Oktober wurden die eigentlichen Verhandlungen der Nationalversammlung zur Verfassung aufgenommen. Die Frage großdeutsch/kleindeutsch erwies sich dabei als erhebliche Belastung, die den Großmächten Österreich und Preußen zudem eine Hinhaltetaktik ermöglichte. Erst im März 1849, nachdem Österreich seine Eigenständigkeit und Einheit durch eine neue Verfassung, der Oktroyierten Märzverfassung, bekräftigt hatte, wurden die entscheidenden Knoten durch Abstimmungen durchtrennt: Deutschland sollte einen erblichen Kaiser haben, der Gesetze des Reichstages nur aufschieben (suspensives Veto), aber nicht völlig verhindern kann (das wäre ein absolutes Veto gewesen). Das Volkshaus des Reichstags war durch ein allgemeines, gleiches Wahlrecht zu wählen. Ein deutscher Landesherr kann mit einem Land außerhalb des Reichsgebietes nur durch Personalunion verbunden sein, nicht durch Realunion (mit einheitlicher Verwaltung).
Nach Auffassung der Nationalversammlung war sie selbst allein im Recht dazu, die Verfassung in Kraft treten zu lassen. Die Regierungen der Einzelstaaten wurden zwar in der Endphase um ihre Meinungen gebeten, nicht aber um eine tatsächliche und förmliche Verfassungsvereinbarung. Laut Zentralgewaltgesetz sollte die Zentralgewalt ebenfalls nicht beteiligt sein. Nach erfolgreicher Abstimmung in der Nationalversammlung am 28. März 1849 unterzeichneten also nicht der Reichsverweser und ein Minister, sondern der Präsident der Nationalversammlung und die Abgeordneten die Verfassung.
Nach Niederschlagung der Revolution bemühte der Bundestag sich, die Originalausfertigung der Reichsverfassung zu erlangen. Von der Verfassung wurden drei Exemplare gedruckt, auf denen jeweils eine größere Anzahl von Abgeordneten unterschrieben haben. Eines ist verschollen, ein weiteres befindet sich in Kassel, das Berliner Exemplar enthält die meisten Unterschriften (405). Der Abgeordnete und Nachlassverwalter der Nationalversammlung Friedrich Siegmund Jucho hatte das Berliner Original im Privatbesitz bewahrt und überreichte es im März 1870 dem Präsidenten des Norddeutschen Reichstags, Eduard Simson. Der Reichstag sei zwar nicht der Rechtsnachfolger der Nationalversammlung, aber dennoch der gesetzliche Vertreter des größten Teils des deutschen Volkes.

## Inhalt

### Deutsches Reich
In der Nationalversammlung (ab 18. Mai 1848) und der Zentralgewalt (ab 28./29. Juni 1848) konnte man neue, revolutionäre Organe sehen, oder aber neue Organe des bereits bestehenden Deutschen Bundes, der stillschweigend in Deutsches Reich umbenannt worden war. Jedenfalls bezeichnete sich die Nationalversammlung in den Reichsgesetzen als Reichsversammlung und in der Zentralgewalt setzte der Reichsverweser Johann von Österreich Reichsminister ein. Artikel I. der Verfassung bezieht sich ausdrücklich auf den Bund:
§ 1. Das deutsche Reich besteht aus dem Gebiete des bisherigen deutschen Bundes.
Beispielsweise in Abschnitt II (§ 87) nennt die Verfassung das Reich auch „Bundesstaat“, wie es bereits das Zentralgewaltgesetz getan hatte. Die Verhältnisse Schleswigs sollen später geklärt werden (§ 1), außerdem wird die Tür für die „deutsch-österreichischen Lande“ offengelassen (§ 87). Ferner geht die Verfassung wie selbstverständlich von der Existenz deutscher Staaten (zum Beispiel § 86) aus, zuweilen heißt es auch deutsche Länder (§ 2) oder Einzelstaaten (§ 24).
Mit Reichsgewalt ist zuweilen die Reichsebene gemeint, also die oberste nationale Ebene im föderalen Staatsaufbau. Der Ausdruck kann sich aber auch konkreter auf die Exekutive der Reichsebene beziehen und damit letztlich auf den Kaiser. Abschnitt II „Die Reichsgewalt“ definiert die Kompetenzen des Reiches, wobei weitere Kompetenzen in anderen Abschnitten auftauchen. In der Regel sollte die Verwaltung und Justiz in Deutschland Sache der Einzelstaaten bleiben, aber das Reich behielt sich vor, seine Kompetenzen zu erweitern (Kompetenz-Kompetenz). Damit wurde festgeschrieben (§ 66, § 194), was später als der Grundsatz „Bundesrecht bricht Landesrecht“ bekannt und für den Bundesstaat des Grundgesetzes als „föderale Selbstverständlichkeit“ in Art. 31 GG verankert wurde. Trotz der Existenz der Einzelstaaten hätte das Reich sich also immer mehr zum Einheitsstaat oder unitarischen Bundesstaat entwickeln können. Letzteres trat im Bismarckreich ein und setzte sich in der Bundesrepublik Deutschland fort.
Als ausschließliche Kompetenz des Reiches erscheinen die auswärtige und die Militärgewalt (§ 11–19). Ein Einzelstaat durfte also keine eigenen Botschafter im Ausland mehr haben und musste Vorgaben zu seinem Militär akzeptieren, wenngleich für die Aufstellung, Ausbildung, Unterbringung von Truppen usw. weiterhin die Einzelstaaten verantwortlich waren. Das Recht zur Kriegsführung hatte nur noch das Reich.
Die Reichsverfassung sah für die Reichsgesetzgebung eine Vielzahl von Tätigkeitsfeldern vor (§ 20–67). Sie lassen sich mit der rechtlichen, sozialen und wirtschaftlichen Infrastruktur zusammenfassen: Rechtsverhältnisse der Wasserstraßen und Eisenbahnen, Zollwesen, „gemeinschaftliche Produktions- und Verbrauchssteuern“, Gewerbewesen, Post und Telegrafie, Münz, Maß und Gewicht, Reichs- und Staatsbürgerrecht sowie „allgemeine Maßregeln“ für die Gesundheitspflege. Das Reich durfte „in außerordentlichen Fällen“ Reichssteuern einführen (§ 51). Im Verfassungssystem des Deutschen Bundes war die Möglichkeit offengelassen worden, dass der Bund sich mit gemeinnützigen Angelegenheiten beschäftigt; manche Einzelstaaten hatten dies allerdings nach Kräften verhindert. Das Zentralgewaltgesetz sprach bereits von der „Sicherheit und Wohlfahrt des deutschen Bundesstaats“.

### Politisches System

Verfassungsdiagramm für die Reichsverfassung von 1849. Die Reichsminister wurden vom Kaiser ernannt; eine Mitwirkung des Reichstags war zumindest nicht formell vorgesehen. Gesetze bedurften der Zustimmung beider Kammern des Reichstags, also Volkshaus und Staatenhaus. Die kaiserliche Regierung konnte Gesetze durch ein suspensives Veto zwar nicht verhindern, aber aufschieben.

Die FRV sah für die Reichsgewalt ein Reichsoberhaupt mit Reichsregierung (Exekutive), einen Reichstag (Legislative) und ein Reichsgericht (Judikative) vor. Im klassischen Sinne der Gewaltenteilung sollten die Gewalten nicht einfach voneinander getrennt sein, sondern sich auch gegenseitig kontrollieren können, so war der Reichstag nicht ganz ausschließlich mit der Gesetzgebung befasst. Reichsgesetze konnte nicht nur ein Haus des Reichstags, sondern auch die Reichsregierung vorschlagen; die Reichsregierung konnte ein aufschiebendes (suspensives) Veto gegen Reichsgesetze einlegen.
Das Reichsoberhaupt hatte den Titel Kaiser (§ 70). Nach der Übertragung der Kaiserwürde an einen regierenden Fürsten war sie vererbbar, und zwar an den erstgeborenen Sohn (§ 69). Der Kaiser war unverletzlich, die von ihm ernannten Reichsminister waren verantwortlich. Eine Handlung des Kaisers wurde also erst gültig, wenn ein Reichsminister gegenzeichnete und damit die Verantwortung übernahm (§ 73, 74).
Über die Zusammensetzung der Regierung oder ihre genaue Verantwortlichkeit wird ferner wenig gesagt, eine parlamentarische Regierungsweise jedenfalls nicht ausdrücklich festgeschrieben. Allerdings eröffnete die Reichsregierung die Möglichkeit dazu, beispielsweise, indem Reichsminister Mitglied des Volkshauses sein durften (anders als 1867–1918). Die politische Entwicklung 1848/49 ging ebenfalls in diese Richtung, als eine Reihe von Abgeordneten sich als geeignete Reichsminister und Unterstaatssekretäre erwiesen. Ernst Rudolf Huber zufolge spricht vieles dafür, dass nach 1849 die Reichsregierung faktisch parlamentarisiert worden wäre.
Der konstitutionellen Monarchie des 19. Jahrhunderts entsprach ein Parlament mit Zweikammersystem. Nur die Linke hatte in der Nationalversammlung ein Einkammerparlament gefordert. Alle Reichstagsmitglieder sollten laut FRV ein freies Mandat haben (§ 96), Immunität genießen (§ 117) und Diäten erhalten (§ 95), also nicht auf ein eigenes Vermögen angewiesen sein, um Zeit für die parlamentarische Tätigkeit aufbringen zu können. Der Reichstag sollte aus zwei Kammern (Häusern) bestehen und ein Mitglied nur jeweils einem angehören dürfen. Ein Beschluss des Reichstags bedurfte der Zustimmung beider Häuser:
- Das Volkshaus vertrat das deutsche Volk in seiner Gesamtheit, es wurde nach demokratischem (allgemeinen und gleichen) Männerwahlrecht gewählt. Die Legislaturperiode betrug nach der ersten Reichstagswahl vier Jahre, danach drei Jahre. Grundlage für die Wahl war das Reichswahlgesetz vom 12. April 1849.
- Das Staatenhaus vertrat die Einzelstaaten. Jedem Einzelstaat wies die FRV eine bestimmte Anzahl von Staatenhaus-Mitgliedern zu, entsprechend einer Liste (§ 87), die im Wesentlichen auf der Einwohnerzahl beruhte. Die Hälfte der Mitglieder bestimmte jeweils die Landesregierung und die andere Hälfte das Landesparlament. Im Staatenhaus war man für sechs Jahre Mitglied, dabei sollte die Hälfte der Sitze von drei zu drei Jahren erneuert werden. Ein Mitglied des Staatenhauses durfte kein Reichsminister sein.[17]

Ein Reichsgericht übte nur die Gerichtsbarkeit des Reiches aus und war damit keine allgemeine oberste Instanz oberhalb der Landesgerichte. Als erste und einzige Instanz diente es aber für verfassungsrechtliche und politische Fragen. Es entschied über Streit zwischen Ländern oder Ländern und dem Reich, zwischen Reichsregierung, Staatenhaus und Volkshaus sowie zwischen Landesorganen. Neben einigen anderen Punkten ist vor allem die Möglichkeit von Verfassungsbeschwerden bedeutsam: Ein Deutscher konnte seine Grundrechte und andere Rechte aufgrund der FRV vor dem Reichsgericht einklagen.

### Verfassungsschutz
Im Abschnitt VII „Die Gewähr der Verfassung“ und anderswo befinden sich Bestimmungen, die man modern als Verfassungsschutz zusammenfassen kann. Aufgabe des Reiches war nämlich auch die innere Sicherheit, falls ein Land dies in seinem eigenen Gebiet nicht selbst leisten konnte oder wollte. Es galt zu verhindern, dass die Verfassung durch Umstürze von oben oder unten gebrochen bzw. umgangen wurde. Dazu gehört, dass die Verfassung nur durch einen Beschluss von Reichstag (mit Zweidrittelmehrheit) und Kaiser geändert werden konnte. Nach acht Tagen musste die Reichstagsabstimmung wiederholt werden.
Kaiser, Reichsminister, Beamte, Angehörige der Armee (die Flotte wurde vergessen) und Abgeordnete hatten einen Eid auf die Reichsverfassung zu leisten. Dies galt zusätzlich auch für jeden, der in einem Land auf die Landesverfassung einen Eid leisten musste. Für den Kaiser, der ohne Eid sein Amt gar nicht antreten konnte, lautete er (§ 190):
Ich schwöre, das Reich und die Rechte des deutschen Volkes zu schirmen, die Reichsverfassung aufrechtzuerhalten und sie gewissenhaft zu vollziehen. So wahr mir Gott helfe.
Die Reichsinterventionen und Reichsexekutionen waren den entsprechenden Maßnahmen des Deutschen Bundes nachempfunden. Gab es in einem Land Unruhen, konnte es das Reich um eine Reichsintervention ersuchen; notfalls durfte das Reich selbst aktiv werden. Eine Reichsexekution hingegen richtete sich gegen eine Landesregierung selbst, die gegen die Verfassung verstieß oder den Reichsfrieden brach. Bei einer abhängigen Reichsexekution folgte die Reichsregierung einem Urteil des Reichsgerichts, bei einer selbstständigen Reichsexekution schritt sie unter Umständen sofort ein.

### Finanzverfassung
In einem Bundesstaat ist nicht nur allgemein zu regeln, welche Ebene zu welchen Themen Gesetze beschließen darf, sondern auch, wer die Steuern einnimmt. Später im Deutschen Kaiserreich war das Reich im Wesentlichen ein „Kostgänger“ der Einzelstaaten: Es bezog seine Einnahmen fast nur aus deren Zahlungen (Matrikularbeiträge) und dazu einigen eigenen Steuern.

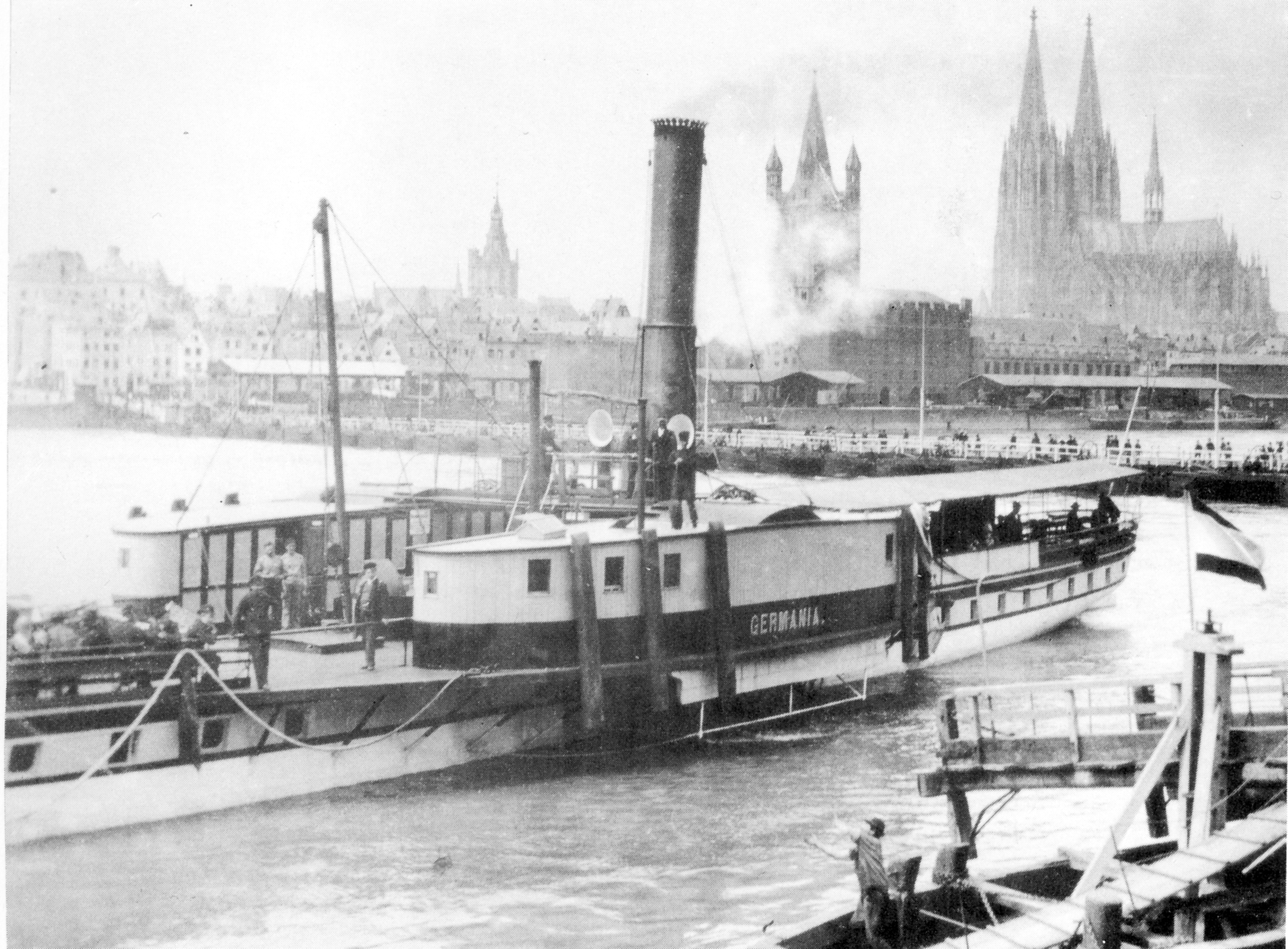
Das 1842 erbaute Schiff Germania vor Köln. Flusszölle wären eine wichtige Einnahmequelle des Reiches geworden.

Die FRV sah hingegen noch mehr ein gemischtes System vor. Das Reich oder genauer gesagt die Reichsebene hätte verschiedene Einnahmequellen haben können:
- Matrikularbeiträge: Das Reich durfte ungebunden Matrikularbeiträge von den Einzelstaaten verlangen, also so hohe, wie es wollte (§ 50).
- Zölle, gemeinschaftliche indirekte Steuern, Finanzmonopole (§ 35 Abs. 2): Die Reichsebene entschied selbst, wie viel sie den Einzelstaaten zuweisen wollte, es handelte sich so gesehen also um ein Zuweisungssystem. Grundsätzlich aber war die Steuerertragshoheit zwischen Reich und Ländern geteilt, so dass es sich eher um ein Verbundsystem handelt.
- Nichtgemeinschaftliche Produktions- und Verbrauchssteuern: Zwar waren diese Erträge für die Einzelstaaten gedacht, doch das Reich konnte gemäß § 34 Satz 2 und § 36 bestimmen, welche Abgaben dazu gehören sollten.
- Schifffahrt: Nach dem Prinzip des gebundenen Trennsystems nahmen die Einzelstaaten Abgaben von allen Schiffen ein, die „Schiffahrtsanstalten“ nutzen. Zusätzlich erhob das Reich Abgaben von ausländischen Schiffen und aus den Flusszöllen.
- Sonstiges: Hier wurden die Einnahmen getrennt, Reichssteuern erhob das Reich, Landessteuern die Länder.

Die Einnahmen aus Zöllen, gemeinschaftlichen indirekten Steuern und Finanzmonopole durfte das Reich nach eigener Entscheidung an die Einzelstaaten verteilen. Hierzu hätte es zu einem Verteilungsschlüssel kommen können, bei dem etwa die Größe des Gebietes, die Bevölkerungszahl, die Finanzkraft usw. berücksichtigt worden wäre. Für die übrigen Abgaben fehlt eine Bestimmung, ohne dass das Reich die Ausgestaltungsbefugnis hatte. Darum wäre das Geld wohl dorthin gegangen, woher es gekommen war. Ein Gesetzentwurf ist überliefert worden, demzufolge für die vier freien Städte mit ihrer städtischen Bevölkerung eine Sonderregel vorgesehen war.
Modern gesprochen richtete die FRV ein Finanzausgleichsystem ein. Es sollte die Unterschiede zwischen den Einzelstaaten nicht einebnen, nicht umverteilen, sondern bloß aufteilen. Simon Kempny vermutet, dass die FRV die deutsche Finanzverfassung tendenziell zentralisiert hätte. Wachsende Aufgaben hätten wachsende Einnahmen erforderlich gemacht, und dazu eröffnete die Verfassung den Weg. Deutschland wäre schneller ein Staat geworden, der seine Einkünfte aus Steuern statt aus Vermögen und eigener wirtschaftlicher Betätigung erhalten hätte. Eine moderne, progressive Einkommensbelastung, wie in den Einzelstaaten absehbar, hätte sich früher durchgesetzt.

### Grundrechte

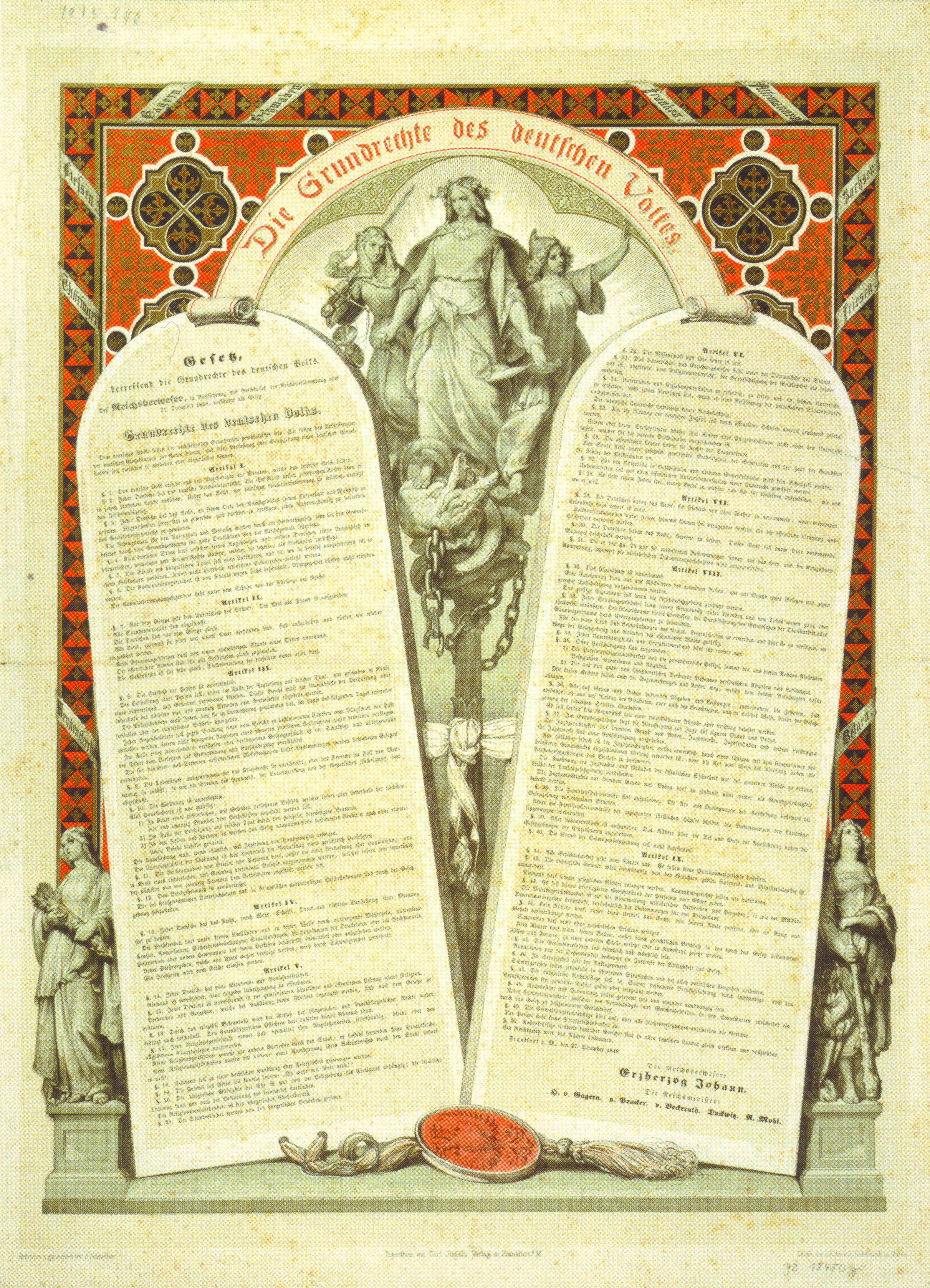
Die Grundrechte des deutschen Volkes, Lithografie von Adolph Schroedter, 1848. Die Nationalversammlung hatte die Grundrechte Ende 1848 bereits als Reichsgesetz in Kraft gesetzt und dann in die FRV aufgenommen.

Ähnlich wie viele frühere Landesverfassungen erwähnte die FRV Grundrechte, aber wesentlich umfassender. Die Pressefreiheit mit Abschaffung der Zensur, die Freizügigkeit, die Vereins- und Versammlungsfreiheit und die Glaubensfreiheit sowie Gleichberechtigung der Konfessionen sind Beispiele für klassische Freiheitsrechte. Ein Reichsbürger durfte auswandern und genoss im Ausland den konsularischen Schutz des Reiches.
Die FRV machte zahlreiche Aussagen zum Strafrecht und verbot beispielsweise weitgehend die Todesstrafe, dazu den Pranger und die körperliche Züchtigung. Ihres Eigentums durften die Deutschen nur unter bestimmten Umständen enteignet werden. Als soziales Grundrecht ist allenfalls die Schulgeldbefreiung anzusehen. Darüber hinaus wollte die FRV Adelsvorrechte abschaffen; dadurch hätte sie die Gesellschaftsstruktur Deutschlands stark beeinflusst.

## Wirksamkeit

Staaten, die im April 1849 die Reichsverfassung angenommen haben: Die Staaten der Note der Achtundzwanzig in gelb sowie Württemberg und die revolutionär regierten Gebiete Sachsen, Pfalz und Holstein in orange

In der Rechtswissenschaft gibt es unterschiedliche Meinungen darüber, ob die Reichsverfassung juristisch wirksam geworden ist. Manche Autoren bedienen sich einer vermittelnden Ausdrucksweise, zum Beispiel, sie habe keine Rechtswirksamkeit entfaltet; andere Autoren schreiben, de jure sei die Verfassung mit der Verkündung am 28. März in Kraft getreten (nach dem materiellen Publikationsprinzip, und nicht erst am 28. April durch die Veröffentlichung im Reichsgesetzblatt). Das war auch die Auffassung der Nationalversammlung. Laut Kempny erkennt das heutige Bundesverfassungsgericht die Rechtsgeltung der Reichsverfassung an und bezieht sich in mehreren Entscheidungen auf sie. Die tatsächliche Durchsetzung der Reichsverfassung gelang der Nationalversammlung freilich nicht wegen der militärischen Übermacht der sich widersetzenden (größeren) Einzelstaaten.
In der Bevölkerung gab es ein weites Echo und viele Aufrufe zugunsten der Anerkennung der Verfassung. Unterstützt wurde sie von 30 meist kleineren Staaten. Doch vor allem die größeren, sogenannten Mittelstaaten verweigerten sich der Verfassung ebenso wie der preußische König, während dessen Kabinett (bedingt) und die preußische Nationalversammlung sich für eine Annahme ausgesprochen hatten. Dadurch wurde die Verfassung nicht mit Leben gefüllt, beispielsweise die geplanten Reichstagswahlen fanden nicht statt.
Angenommen haben die Verfassung in einer Kollektivnote vom 14. April 1849 (in der Literatur als Note der Achtundzwanzig bekannt): Baden, Kurhessen, Hessen-Darmstadt, Oldenburg, beide Mecklenburg, Schleswig-Holstein, Lauenburg, Braunschweig, Nassau, Sachsen-Weimar, Sachsen-Coburg-Gotha, Sachsen-Meiningen, Sachsen-Altenburg, drei Anhalt, beide Schwarzburg, beide Reuß, beide Hohenzollern, Waldeck, die vier freien Städte. Hinzu kommen Württemberg und Lippe-Detmold, ebenso die revolutionären Regierungen von Sachsen und der Pfalz.
In Württemberg, das die FRV angenommen hatte, kam es 1850 zu einer Ministeranklage. Grundlage dafür war die FRV, die diesen Fall auch für Einzelstaaten geregelt hatte. Das Landesparlament wandte sich damit gegen einen Minister und dessen Abschluss von bestimmten auswärtigen Verträgen. Der württembergische Staatsgerichtshof erklärte die FRV nicht für ungültig, doch der Minister habe in den konkreten Fällen nicht gegen die württembergischen Bestimmungen verstoßen. Später stellte sich heraus, dass nur einer von zwölf Richtern die FRV für ungültig gehalten hatte, obwohl die Hälfte der Richter vom König ernannt worden war.

## Rezeption
Die Reichsverfassung diente bereits zwei Monate nach ihrer Verkündung als Vorbild für den Entwurf der Erfurter Unionsverfassung. Preußen wollte damit unter konservativerem Vorzeichen in Zusammenarbeit mit den Mittelstaaten einen eigenen Einigungsversuch unternehmen. Auch wenn diese Union letztlich nicht verwirklicht wurde, so bewahrte der Verfassungsentwurf vieles des Frankfurter Vorbildes und half so teilweise, dass die reaktionäre Zeit nicht noch schlimmer ausfiel. Preußen wollte nämlich mit der Union für sich werben und verbat sich allzu extreme konservative Auswüchse in der eigenen Verfassung von 1850. Dort finden sich auch viele Grundrechte des deutschen Volkes wieder, wenn auch in abgeschwächter Form.
Bei der Erarbeitung der norddeutschen Bundesverfassung von 1867 wurde die Frankfurter Reichsverfassung stark berücksichtigt. Der konstituierende Reichstag änderte in ihrem Sinne Bismarcks Verfassungsentwurf ab. Später im Kaiserreich blieb sie eine Diskussionsgrundlage für die Verfassungsentwicklung. Als 1919 die Weimarer Reichsverfassung erarbeitet wurde, war der Frankfurter Grundrechtskatalog ein bedeutendes Vorbild. Noch im Parlamentarischen Rat (1948–1949) zitierten die Väter und Mütter des Grundgesetzes aus der FRV.

## Bewertung
In der Geschichtswissenschaft und Staatsrechtslehre ist man sich einig, dass die Frankfurter Reichsverfassung eine große Leistung darstellt und Deutschland zu einem der fortschrittlichsten Verfassungsstaaten gemacht hätte. Kühne zufolge ist sie die einzige deutsche Verfassung gewesen, „für deren Durchführung breite Bevölkerungskreise aktiv gekämpft haben.“ Man denke an den Preußenschlag von 1932, als der Verfassungsbruch kampflos hingenommen wurde, um zu verstehen, „welche politisch psychologischen Voraussetzungen dazu erforderlich sind.“
Die Verfassung war im theoretischen Aufbau ein geschlossener und praktikabler Wurf, so Günter Wollstein, dazu ausgewogen und progressiv. Sie behielt ihre Ausstrahlungskraft selbst in den Modernisierungsbestrebungen des kaiserlichen Deutschlands. Ernst Rudolf Huber: „Der Frankfurter Versuch, die großen Prinzipien der Freiheit, der Gleichheit, der Einheit und der zentralen Führung staatsrechtlich zu verbinden, bewahrte im politischen Denken und Handeln Deutschlands über ein volles Jahrhundert hinaus seine bestimmende Kraft.“
Anna Caroline Limbach betont insbesondere die große Konsequenz, mit der liberale Ziele im Strafrecht festgehalten wurden. Die Anerkennung unantastbarer Menschenrechte und das humanistische Denken in der Nationalversammlung zeige sich an der Abschaffung der Todesstrafe, wie sie erst im Grundgesetz hundert Jahre später verwirklicht wurde, aber auch im Festlegen mündlicher und öffentlicher Anklageverfahren statt des Inquisitionsverfahrens, das die Subjektqualität des Beschuldigten anerkenne. Die Gewaltenteilung und Unabhängigkeit der Rechtspflege bewiesen dieselbe Konsequenz. Das liberale Strafrecht sollte nicht einmal in Notstandszeiten eingeschränkt werden dürfen – obwohl die Abgeordneten eine bedrohliche Krisensituation (die Septemberunruhen) selbst erlebt hatten.

## Belege
1. ↑  Zu Einzelheiten Simon Kempny: Auf dem Weg zum deutschen Bundesstaat. Der zweite den Abschnitt von der Reichsgewalt betreffende Entwurf der Vorkommission des Verfassungsausschusses der deutschen verfassunggebenden Nationalversammlung vom 26. September 1848. Zeitschrift der Savigny-Stiftung für Rechtsgeschichte, Germanistische Abteilung (ZRG GA), Band 129 (2012), S. 391 Fn. 3.
2. ↑  Deutscher Bundestag, Wissenschaftliche Dienste: Odyssee einer Urkunde. Hrsg.: Deutscher Bundestag. Berlin Februar 2023, S. 75.
3. ↑  Jörg-Detlef Kühne: Die Reichsverfassung der Paulskirche. Vorbild und Verwirklichung im späteren deutschen Rechtsleben. Habil. Bonn 1983, 2. Auflage, Luchterhand, Neuwied 1998 (1985), S. 34.
4. ↑  Ernst Rudolf Huber: Deutsche Verfassungsgeschichte seit 1789. Band II: Der Kampf um Einheit und Freiheit 1830 bis 1850. 3. Auflage, W. Kohlhammer, Stuttgart u. a. 1988, S. 590.
5. ↑  Jörg-Detlef Kühne: Die Reichsverfassung der Paulskirche. Vorbild und Verwirklichung im späteren deutschen Rechtsleben. Habil. Bonn 1983, 2. Auflage, Luchterhand, Neuwied 1998 (1985), S. 43.
6. ↑  Ernst Rudolf Huber: Deutsche Verfassungsgeschichte seit 1789. Band II: Der Kampf um Einheit und Freiheit 1830 bis 1850. 3. Auflage, W. Kohlhammer, Stuttgart [u. a.] 1988, S. 769–773.
7. ↑  Jörg-Detlef Kühne: Die Reichsverfassung der Paulskirche. Vorbild und Verwirklichung im späteren deutschen Rechtsleben. Habil. Bonn 1983, 2. Auflage, Luchterhand, Neuwied 1998 (1985), S. 36/37.
8. ↑  Jörg-Detlef Kühne: Die Reichsverfassung der Paulskirche. Vorbild und Verwirklichung im späteren deutschen Rechtsleben. Habil. Bonn 1983, 2. Auflage, Luchterhand, Neuwied 1998 (1985), S. 44/45.
9. ↑  Christian Jansen: Einheit, Macht und Freiheit. Die Paulskirchenlinke und die deutsche Politik in der nachrevolutionären Epoche 1849–1867. Droste, Düsseldorf 2000, S. 69.
10. ↑  Ernst Rudolf Huber: Deutsche Verfassungsgeschichte seit 1789. Band II: Der Kampf um Einheit und Freiheit 1830 bis 1850. 3. Auflage, W. Kohlhammer, Stuttgart [u. a.] 1988, S. 634/635.
11. ↑  Ernst Rudolf Huber: Deutsche Verfassungsgeschichte seit 1789. Band II: Der Kampf um Einheit und Freiheit 1830 bis 1850. 3. Auflage, W. Kohlhammer, Stuttgart [u. a.] 1988, S. 823.
12. ↑  Ernst Rudolf Huber: Deutsche Verfassungsgeschichte seit 1789. Band II: Der Kampf um Einheit und Freiheit 1830 bis 1850. 3. Auflage, W. Kohlhammer, Stuttgart [u. a.] 1988, S. 821, 824; Wolfgang Graf Vitzthum: Die Bedeutung gliedstaatlichen Verfassungsrechts in der Gegenwart, in: Veröffentlichungen der Vereinigung der Deutschen Staatsrechtslehrer, Heft 46, 1988, S. 8 ff., hier S. 30.
13. ↑  Klaus von Beyme: Das politische System der Bundesrepublik Deutschland. 9. Auflage, Westdeutscher Verlag, Wiesbaden 1999, S. 366, 384.
14. ↑  Ernst Rudolf Huber: Deutsche Verfassungsgeschichte seit 1789. Band II: Der Kampf um Einheit und Freiheit 1830 bis 1850. 3. Auflage, W. Kohlhammer, Stuttgart [u. a.] 1988, S. 821/822.
15. ↑  Ernst Rudolf Huber: Deutsche Verfassungsgeschichte seit 1789. Band II: Der Kampf um Einheit und Freiheit 1830 bis 1850. 3. Auflage, W. Kohlhammer, Stuttgart [u. a.] 1988, S. 823.
16. ↑  Ernst Rudolf Huber: Deutsche Verfassungsgeschichte seit 1789. Band II: Der Kampf um Einheit und Freiheit 1830 bis 1850. 3. Auflage, W. Kohlhammer, Stuttgart [u. a.] 1988, S. 827–829.
17. ↑  Ernst Rudolf Huber: Deutsche Verfassungsgeschichte seit 1789. Band II: Der Kampf um Einheit und Freiheit 1830 bis 1850. 3. Auflage, W. Kohlhammer, Stuttgart [u. a.] 1988, S. 824, S. 829/830.
18. ↑  Ernst Rudolf Huber: Deutsche Verfassungsgeschichte seit 1789. Band II: Der Kampf um Einheit und Freiheit 1830 bis 1850. 3. Auflage, W. Kohlhammer, Stuttgart [u. a.] 1988, S. 825.
19. ↑  Ernst Rudolf Huber: Deutsche Verfassungsgeschichte seit 1789. Band II: Der Kampf um Einheit und Freiheit 1830 bis 1850. 3. Auflage, W. Kohlhammer, Stuttgart [u. a.] 1988, S. 831, 841.
20. ↑  Ernst Rudolf Huber: Deutsche Verfassungsgeschichte seit 1789. Band II: Der Kampf um Einheit und Freiheit 1830 bis 1850. 3. Auflage, W. Kohlhammer, Stuttgart [u. a.] 1988, S. 832–833.
21. ↑  Simon Kempny: Die Staatsfinanzierung nach der Paulskirchenverfassung. Untersuchung des Finanz- und Steuerverfassungsrechts der Verfassung des deutschen Reiches vom 28. März 1849. Diss. Münster, Mohr Siebeck, Tübingen 2011, S. 287–290.
22. ↑  Simon Kempny: Die Staatsfinanzierung nach der Paulskirchenverfassung. Untersuchung des Finanz- und Steuerverfassungsrechts der Verfassung des deutschen Reiches vom 28. März 1849. Diss. Münster, Mohr Siebeck, Tübingen 2011, S. 290/291.
23. ↑  Simon Kempny: Die Staatsfinanzierung nach der Paulskirchenverfassung. Untersuchung des Finanz- und Steuerverfassungsrechts der Verfassung des deutschen Reiches vom 28. März 1849. Diss. Münster, Mohr Siebeck, Tübingen 2011, S. 291–295.
24. ↑  Simon Kempny: Die Staatsfinanzierung nach der Paulskirchenverfassung. Untersuchung des Finanz- und Steuerverfassungsrechts der Verfassung des deutschen Reiches vom 28. März 1849. Diss., Univ. Münster, Mohr Siebeck, Tübingen 2011, S. 22–24.
25. ↑  Dietmar Willoweit: Deutsche Verfassungsgeschichte. Vom Frankenreich bis zur Teilung Deutschlands. C.H. Beck, München 1990, S. 233.
26. ↑  Ernst Rudolf Huber: Deutsche Verfassungsgeschichte seit 1789. Band II: Der Kampf um Einheit und Freiheit 1830 bis 1850. 3. Auflage, W. Kohlhammer, Stuttgart [u. a.] 1988, S. 853.
27. ↑  Jörg-Detlef Kühne: Die Reichsverfassung der Paulskirche. Vorbild und Verwirklichung im späteren deutschen Rechtsleben. Habil. Bonn 1983, 2. Auflage, Luchterhand, Neuwied 1998 (1985), S. 88/89.
28. ↑  Johannes Leicht: Reaktionszeit - Deutscher Bund und "nationale Frage": Die Deutsche Union (Erfurter Union). In: Website des Lebendigen Museum Online. Kooperationsprojekt der Stiftung Deutsches Historisches Museum, der Stiftung Haus der Geschichte der Bundesrepublik Deutschland und des Bundesarchivs, 23. Juni 2010, abgerufen am 15. August 2023.
29. ↑  Jörg-Detlef Kühne: Die Reichsverfassung der Paulskirche. Vorbild und Verwirklichung im späteren deutschen Rechtsleben. Habil. Bonn 1983, 2. Auflage, Luchterhand, Neuwied 1998 (1985), S. 132–136, 146/147.
30. ↑  Jörg-Detlef Kühne: Die Reichsverfassung der Paulskirche. Vorbild und Verwirklichung im späteren deutschen Rechtsleben. Habil. Bonn 1983, 2. Auflage, Luchterhand, Neuwied 1998 (1985), S. 52.
31. ↑  Günter Wollstein: Deutsche Geschichte 1848/49. Gescheiterte Revolution in Mitteleuropa. W. Kohlhammer, Stuttgart 1986, S. 157/158.
32. ↑  Ernst Rudolf Huber: Deutsche Verfassungsgeschichte seit 1789. Band II: Der Kampf um Einheit und Freiheit 1830 bis 1850. 3. Auflage, W. Kohlhammer, Stuttgart [u. a.] 1988, S. 821.
33. ↑  Anna Caroline Limbach: Das Strafrecht der Paulskirchenverfassung 1848/49. Diss. Münster 1994. Peter Lang, Frankfurt am Main [u. a.] 1995, S. 161/162.